# Cochlospermum angolense
Cochlospermum angolense là một loài thực vật có hoa trong họ Bixaceae. Loài này được Welw. ex Oliv. mô tả khoa học đầu tiên năm 1868.